# 제88회 아카데미상
제88회 아카데미상(영어: 88th Academy Awards)은 영화 예술 과학 아카데미 (AMPAS)가 주최하는 상이며, 2015년 영화를 대상으로 2016년 2월 28일에 캘리포니아주 로스앤젤레스 할리우드의 돌비 극장에서 시상식이 열렸다. ABC에서 방영되었으며, 데이비드 힐과 레지널드 허들린이 제작하였다. 사회자는 크리스 록으로, 제77회 아카데미상 (2005년) 이후 두번째로 맡는 것이다.

## 일정
| 날짜                    | 행사                                              |
| ----------------------- | ------------------------------------------------- |
| 2015년 11월 14일 토요일 | 공로상                                            |
| 2015년 12월 30일 수요일 | 오전 8:00 (PST) 후보 투표 시작                    |
| 2016년 1월 8일 금요일   | 오후 5:00 (PST) 후보 투표 마감                    |
| 2016년 1월 14일 목요일  | 오전 5:30 (PST), 새뮤얼 골드윈 극장에서 후보 발표 |
| 2016년 2월 8일 월요일   | 후보 오찬                                         |
| 2016년 2월 12일 목요일  | 최종 투표 시작                                    |
| 2016년 2월 13일 토요일  | 과학, 기술 공로상 시상식                          |
| 2016년 2월 23일 화요일  | 오후 5:00 (PST) 최종 투표 마감                    |
| 2016년 2월 28일 일요일  | 제88회 아카데미상 시상식                          |

## 수상 및 후보
2016년 1월 14일 오전 5:30 PST (13:30 UTC), 캘리포니아 베벌리힐스에 위치한 새뮤얼 골드윈 극장에서 영화 감독 기예르모 델 토로, 리안, 아카데미 위원장 셰릴 분 아이작, 배우 존 크래신스키가 제88회 아카데미상 후보를 발표하였다. 가장 많은 부문에 후보로 오른 영화는 12번 부문의 《레버넌트: 죽음에서 돌아온 자》이며, 《매드 맥스: 분노의 도로》가 뒤를 이어 10 부문에 후보로 올랐다.

### 상

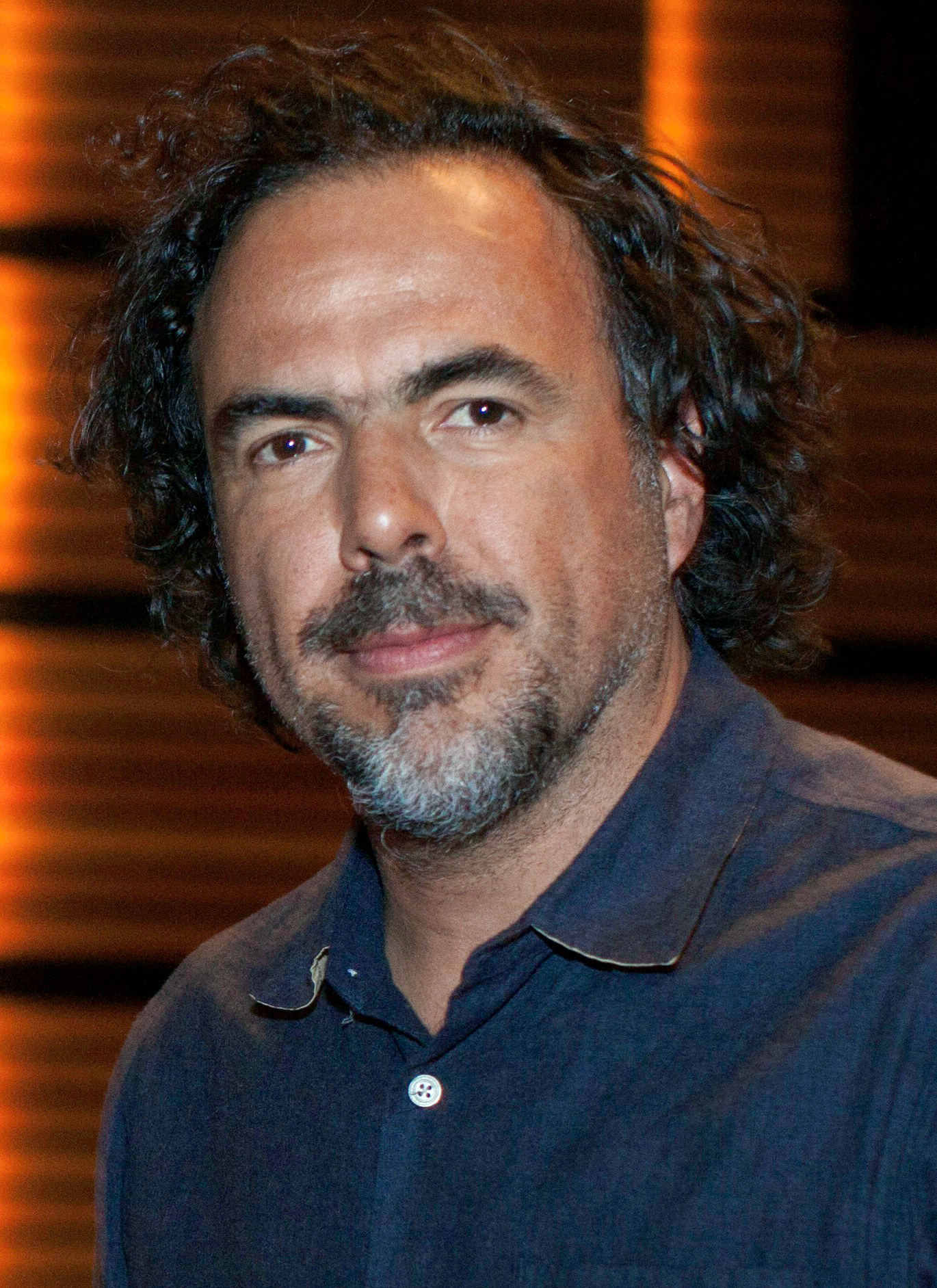
알레한드로 곤살레스 이냐리투 (감독상 수상)

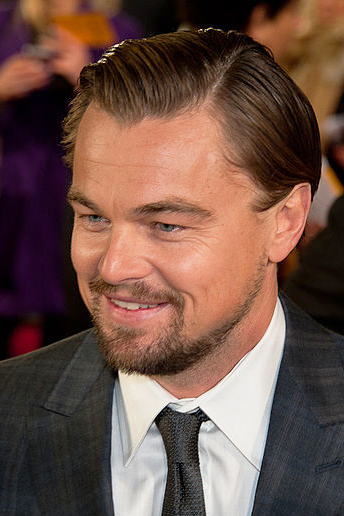
보바보바보바보바보바보바보바보바보바보바보바보바보바보리어나도 디캐프리오 (남우주연상 수상)

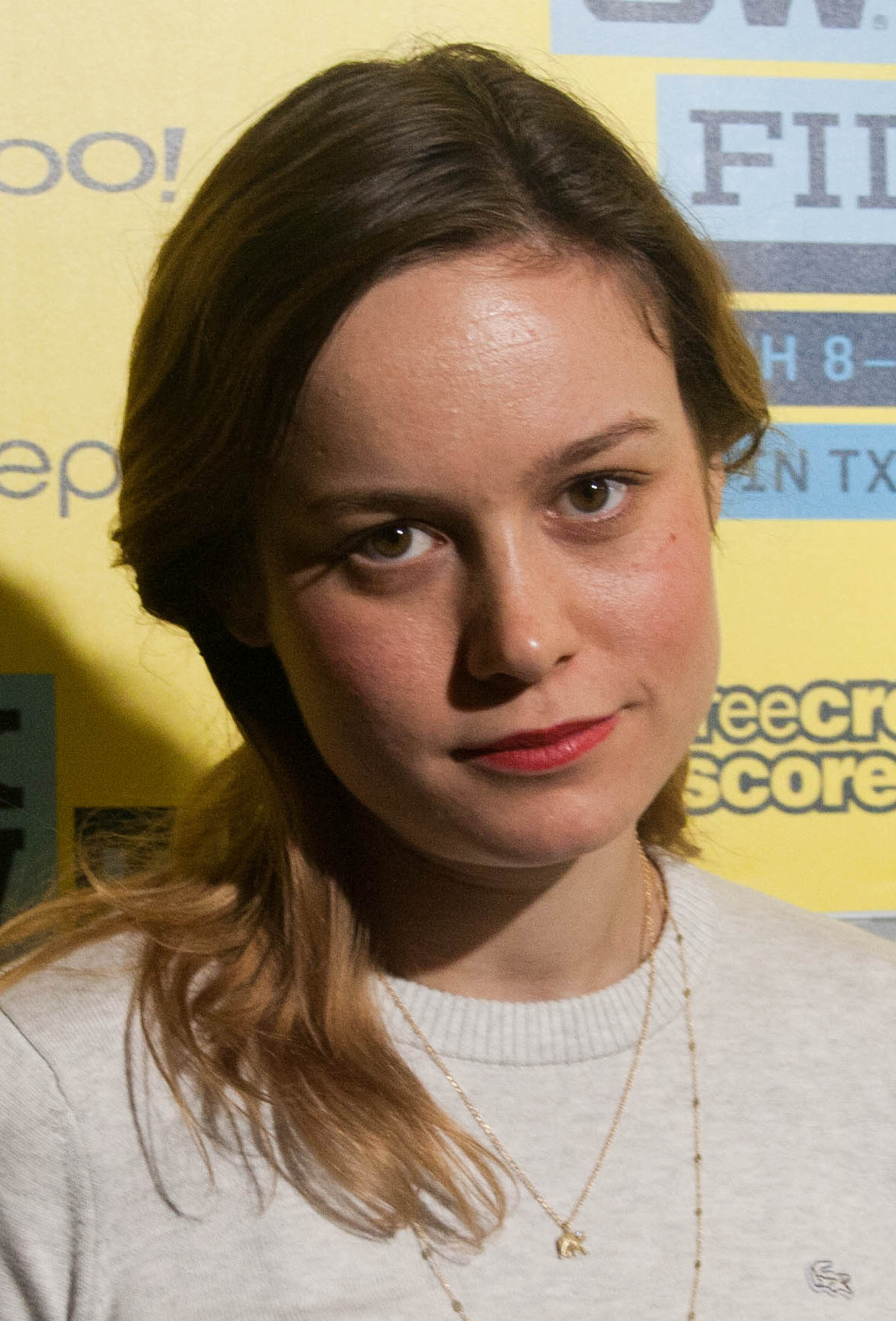
브리 라슨 (여우주연상 수상)

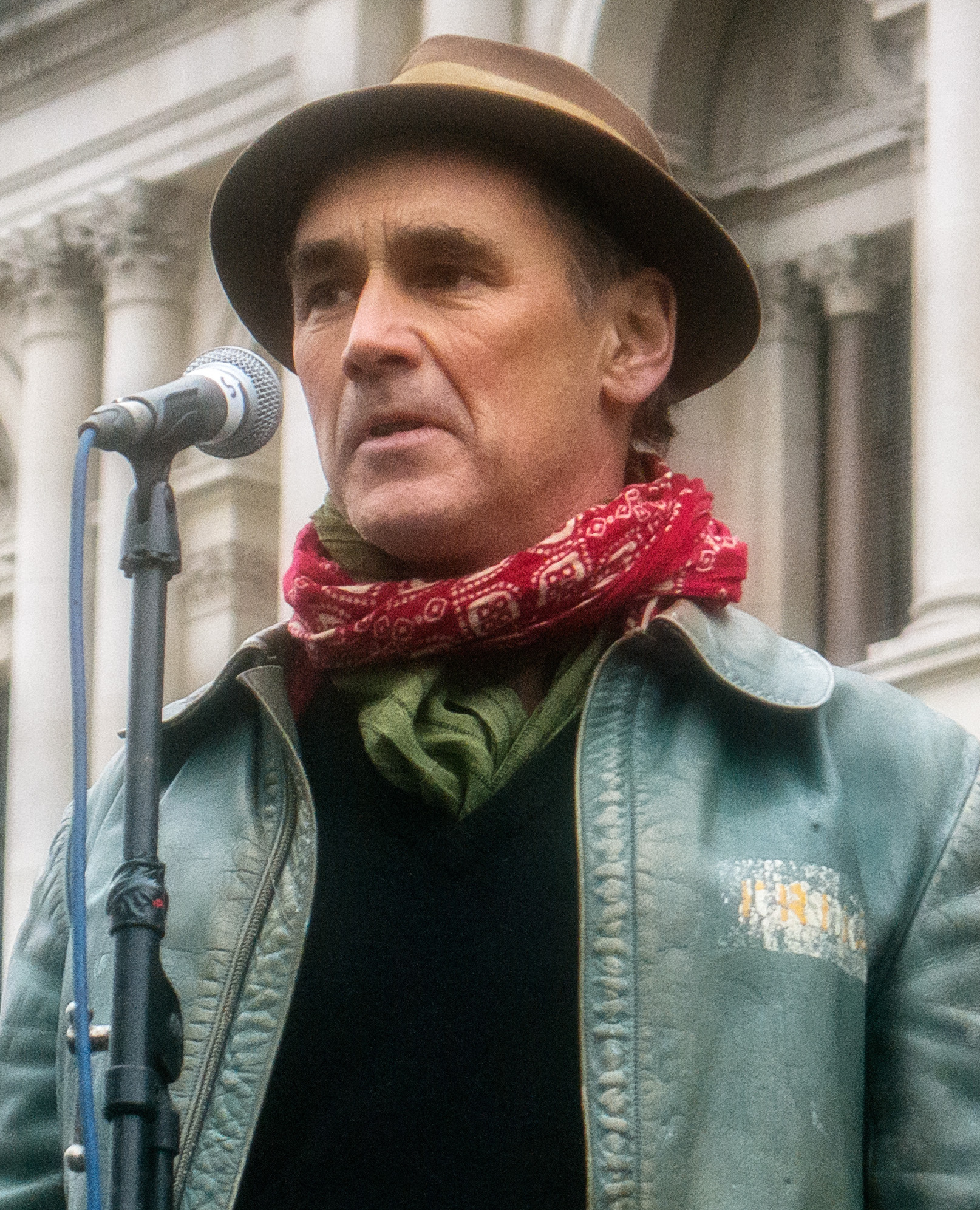
마크 라일런스 (남우조연상 수상)

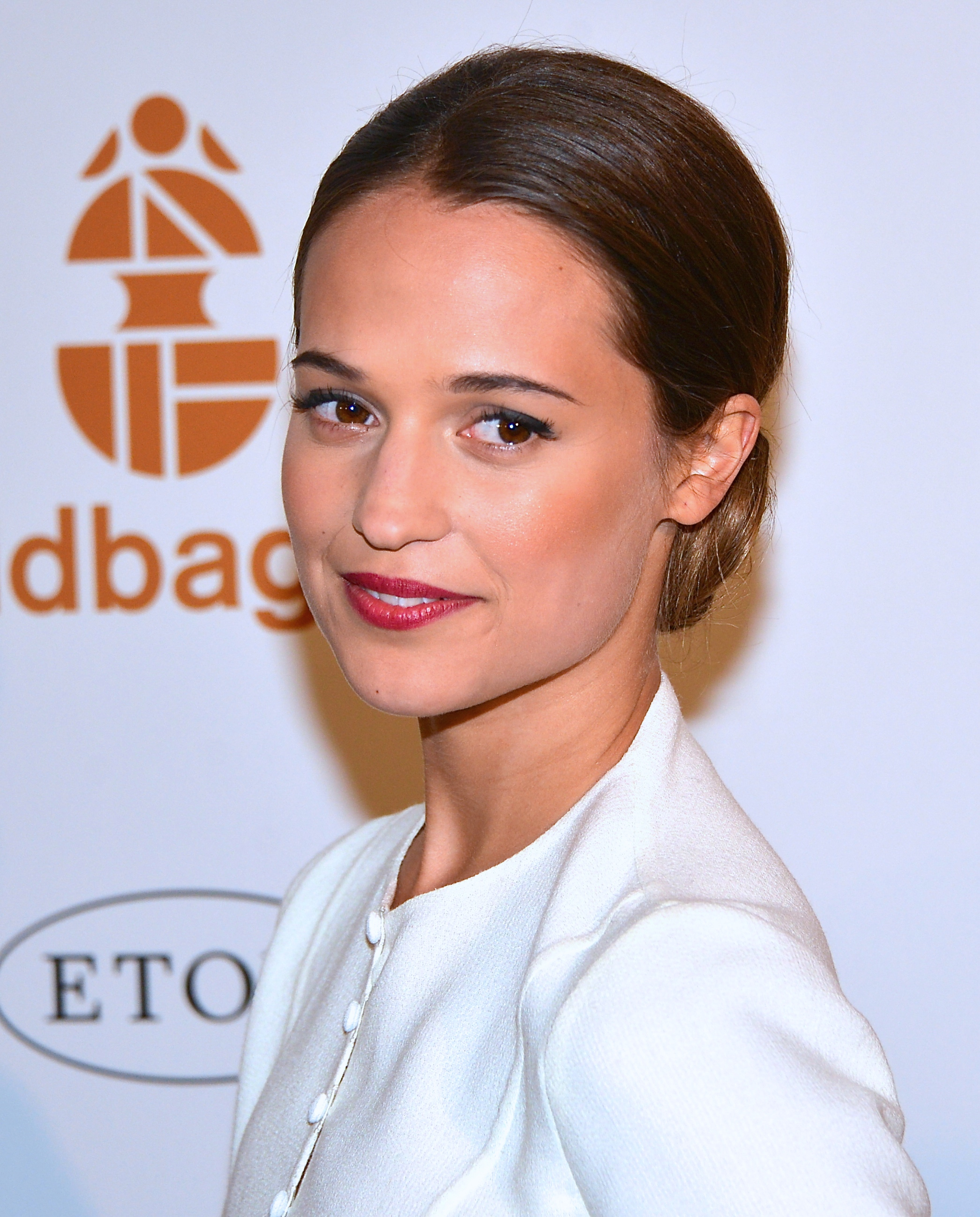
알리시아 비칸데르 (여우조연상 수상)

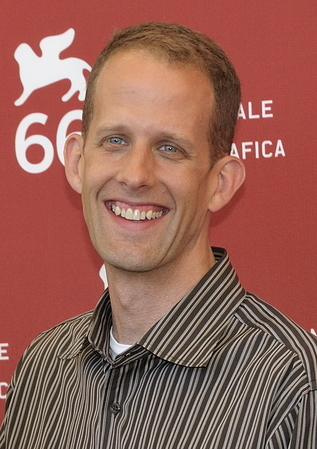
피트 닥터 (장편 애니메이션삿 공동수상)

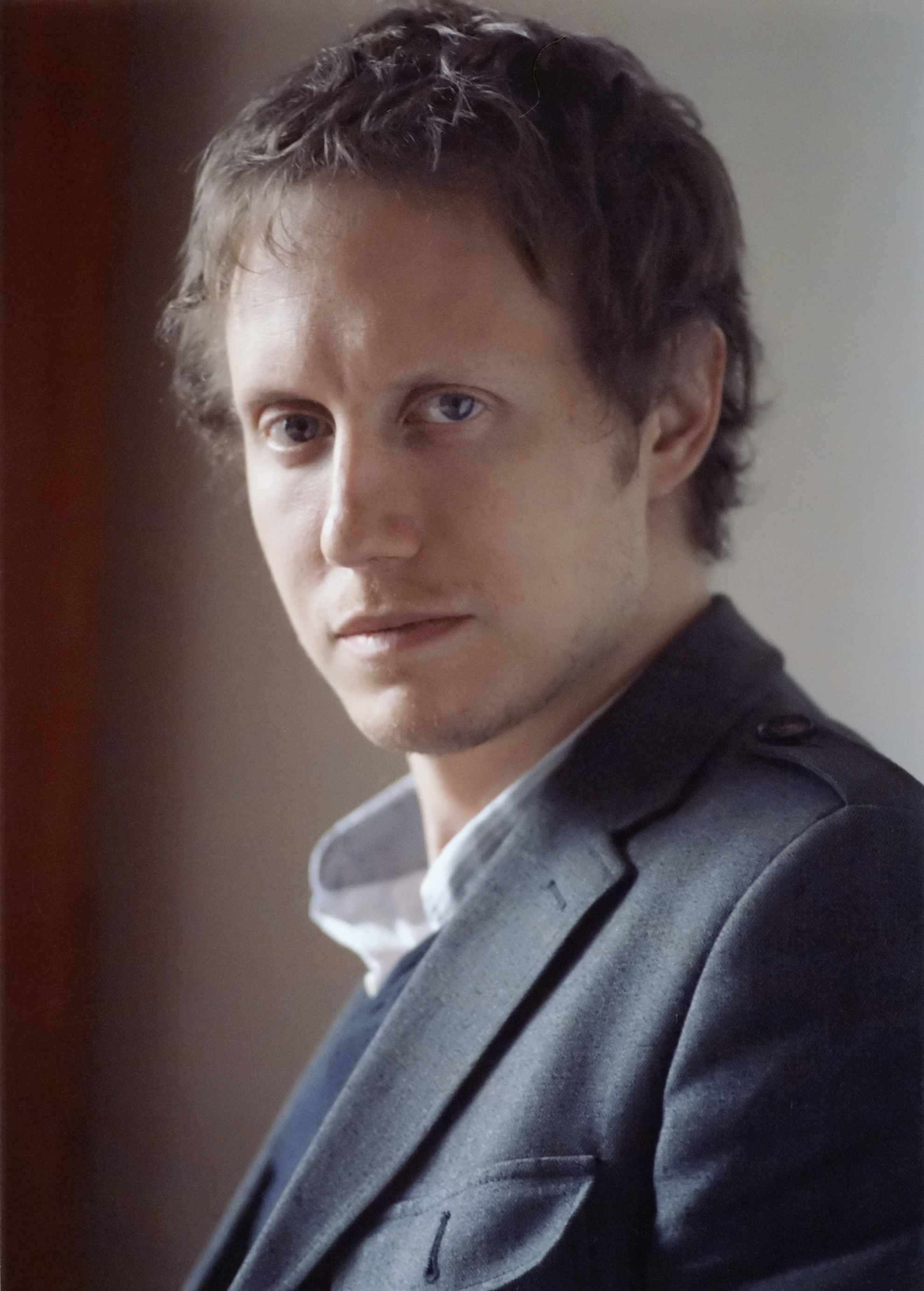
네메시 옐레시 라슬로 (외국어 영화상 수상)

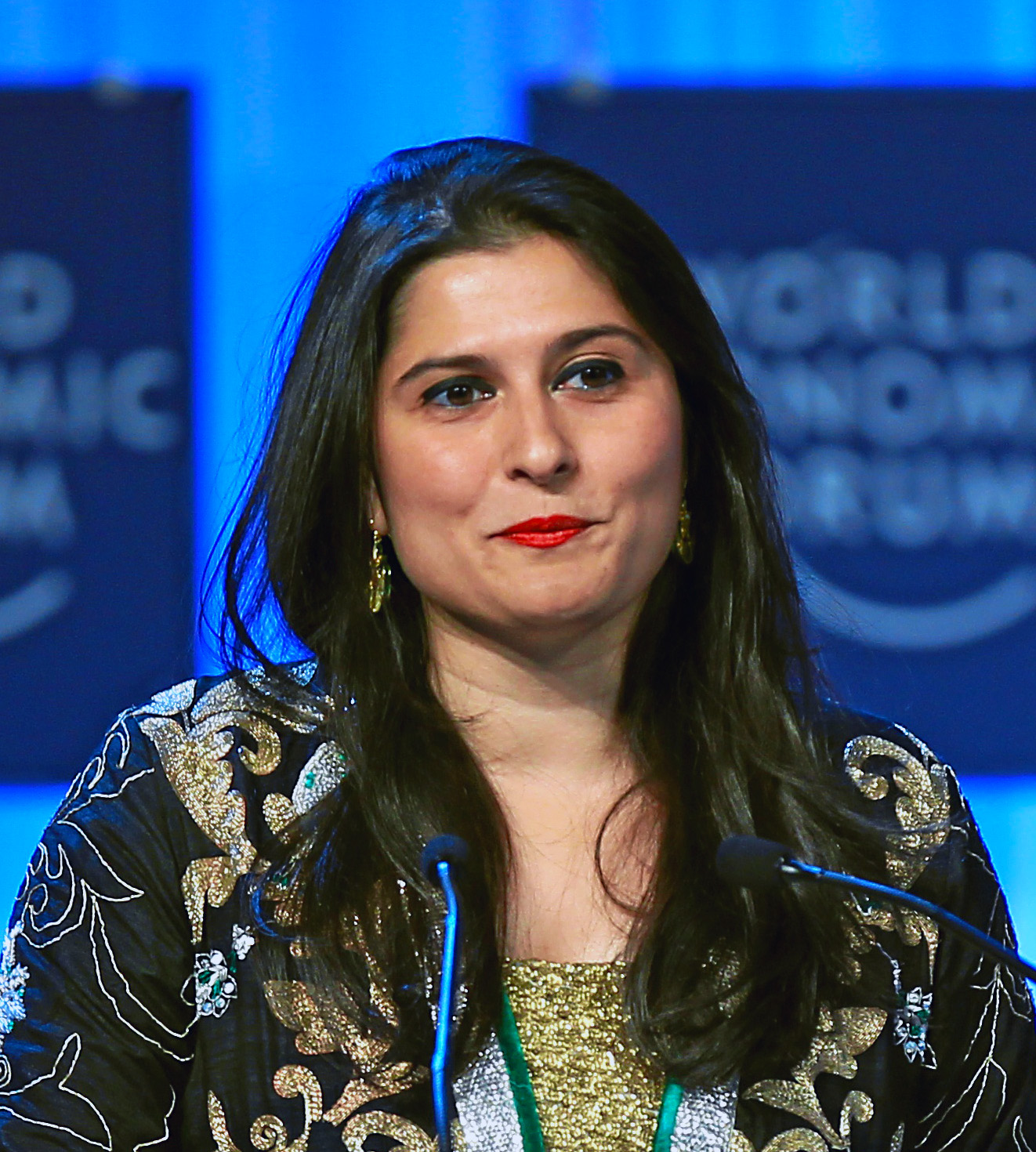
샤민 오바이드차노이 (단편 다큐멘터리상 수상)

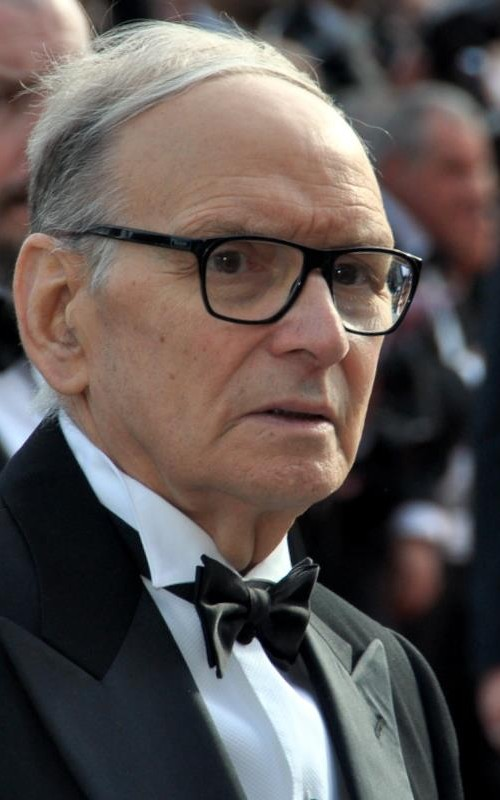
엔니오 모리코네 (음악상 수상)

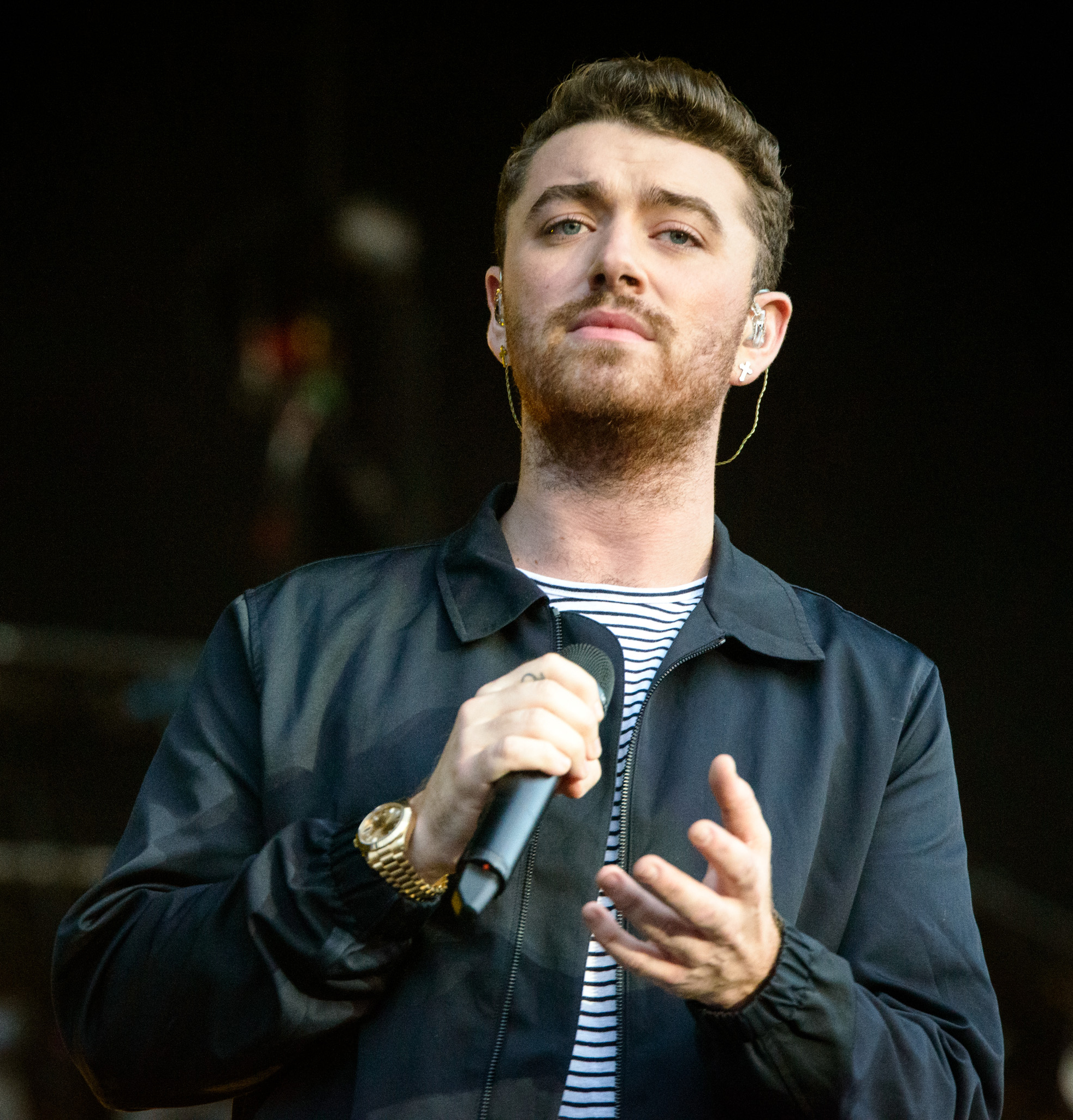
샘 스미스 (주제가상 공동수상)

| 작품상 | 감독상 |
| --- | --- |
| - 《스포트라이트》 - 《빅쇼트》 - 《스파이 브릿지》 - 《브루클린》 - 《매드 맥스: 분노의 도로》 - 《마션》 - 《레버넌트: 죽음에서 돌아온 자》 - 《룸》 | - 알레한드로 곤살레스 이냐리투 - 《레버넌트: 죽음에서 돌아온 자》 - 레니 에이브러햄슨 - 《룸》 - 톰 매카시 - 《스포트라이트》 - 애덤 매케이 - 《빅쇼트》 - 조지 밀러 - 《매드 맥스: 분노의 도로》 |
| 남우주연상 | 여우주연상 |
| - 레오나르도 디카프리오 - 《레버넌트: 죽음에서 돌아온 자》의 휴 글래스 역 - 브라이언 크랜스턴 - 《트럼보》의 돌턴 트럼보 역 - 맷 데이먼 - 《마션》의 마크 와트니 역 - 마이클 패스벤더 - 《스티브 잡스》의 스티브 잡스 역 - 에디 레드메인 - 《대니쉬 걸》의 릴리 엘베 / 에이나르 베게너 역      | - 브리 라슨 - 《룸》의 조이 "마" 뉴섬 역 - 케이트 블란쳇 - 《캐롤》의 캐롤 에어드 역 - 제니퍼 로렌스 - 《조이》의 조이 망가노 역 - 샬럿 램플링 - 《45년 후》의 케이트 머서 역 - 시얼샤 로넌 - 《브루클린》의 엘리스 레이시 역 |
| 남우조연상 | 여우조연상 |
| - 마크 라일런스 - 《스파이 브릿지》의 루돌프 아벨 역 - 크리스천 베일 - 《빅쇼트》의 마이클 버리 역 - 톰 하디 - 《레버넌트: 죽음에서 돌아온 자》의 존 피츠제럴드 역 - 마크 러펄로 - 《스포트라이트》의 마이클 레젠데스 역 - 실베스터 스탤론 - 《크리드》의 록키 발보아 역                       | - 알리시아 비칸데르 - 《대니쉬 걸》의 게르다 베게너 역 - 제니퍼 제이슨 리 - 《헤이트풀8》의 데이지 도메르그 역 - 루니 마라 - 《캐롤》의 테레즈 벨벳 역 - 레이철 매캐덤스 - 《스포트라이트》의 사샤 파이퍼 역 - 케이트 윈슬렛 - 《스티브 잡스》의 조애나 호프먼 역 |
| 각본상 | 각색상 |
| - 《스포트라이트》 - 톰 매카시, 조시 싱어 - 《스파이 브릿지》 - 맷 차먼, 이선 코언, 조엘 코언 - 《엑스 마키나》 - 앨릭스 갈랜드 - 《인사이드 아웃》 - 피트 닥터, 멕 러포브, 조시 쿨리, 로니 델카르멘 - 《스트레이트 아웃 오브 컴턴》 - 조너선 허먼, 앤드리아 벌로프, S. 리 새비지, 앨런 웽커스 | - 《빅쇼트》 - 애덤 매케이, 찰스 랜돌프 (마이클 루이스의 《빅 숏》) - 《브루클린》 - 닉 혼비 (콜름 토이빈의 《브루클린》) - 《캐롤》 - 필리스 나지 (퍼트리샤 하이스미스의 《소금의 값》) - 《마션》 - 드루 고더드 (앤디 위어의 《마션》) - 《룸》 - 에마 도너휴 (본인의 《룸》) |
| 장편 애니메이션 작품상 | 외국어 영화상 |
| - 《인사이드 아웃》 - 《아노말리사》 - 《소년, 세상을 만나다》 - 《숀 더 쉽》 - 《추억의 마니》 | - 《사울의 아들》 (헝가리) - 《뱀의 포옹》 (콜롬비아) - 《무스탕: 랄리의 여름》 (프랑스) - 《디브, 사막의 소년》 (요르단) - 《어 워》 (덴마크) |
| 다큐멘터리 영화상 - 장편 | 다큐멘터리 영화상 - 단편 |
| - 《에이미》– 아시프 카파디아와 제임스 게이리스 - 《카르텔 랜드》– 매튜 하이네만과 톰 옐린 - 《침묵의 시선》– 조슈아 오펜하이머와 시그네 비르게 쇠렌센 - 《왓 해픈드, 미스 시몬》– 리즈 갈버스, 에이미 호비, 저스틴 윌크스 - 《윈터 온 파이어》– 이브게니 아피네예브스키와 덴 톨모어           | - 《어 걸 인 더 리버: 더 프라이스 오브 포기브니스》– 샤민 오바이드-차노이 - 《바디 팀 12》– 데이비드 다르그와브린 무저 - 《차우, 비욘드 더 라인즈》– 코트니 마시, 제리 프랭크 - 《클로드 란즈만: 쇼아의 유령》– 아담 벤진 - 《라스트 데이 오브 프리덤》– 디 히버트존스와 노미 테일즈먼 |
| 단편 영화상 | 단편 애니메이션 작품상 |
| - 《말더듬이》– 벤자민 클리어리, 세레나 아미테이지 - 《아베 마리아》– 에릭 듀퐁과 바실 칼릴 - 《데이 원》– 헨리 휴스 - 《모든 것이 잘 될 거야》– 패트릭 볼라스 - 《소크》– 제이미 도너휴 | - 《곰 이야기》– Pato Escala Pierart, 가브리엘 오소리오 바르가스 - 《프롤로그》– 이모진 서튼과 리처드 윌리엄스 - 《샌제이즈 슈퍼 팀》– 니콜 파라디스 그린들과 샌제이 파텔 - 《우주를 향한 꿈》– 콘스탄틴 브론지트 - 《월드 오브 투모로우》– 돈 허츠펠트 |
| 음악상 | 주제가상 |
| - 《헤이트풀 에이트》- 엔니오 모리코네 - 《스파이 브릿지》- 토머스 뉴먼 - 《캐롤》- 카터 버웰 - 《시카리오: 암살자의 도시》- 요한 요한손 - 《스타워즈: 깨어난 포스》- 존 윌리엄스 | - "Writing's on the Wall" - 《007 스펙터》- 지미 네이프스와 샘 스미스 - "Earned It" - 《그레이의 50가지 그림자》- 아흐메드 발시 (밸리), 스테판 모치오, 제이슨 쿠앤들, 위켄드 - "Manta Ray" - 《멸종을 막아라》- J. 랄프, 아노니 - "Simple Song #3" - 《유스》- 데이비드 랭 - "Til It Happens to You" - 《더 헌팅 그라운드》- 레이디 가가와 다이앤 워런                                                                      |
| 음향편집상 | 음향효과상 |
| - 《매드 맥스: 분노의 도로》– 마크 맨지니와 데이비드 화이트 - 《마션》– 올리버 타니 - 《레버넌트: 죽음에서 돌아온 자》– 마틴 헤르난데스와 론 벤더 - 《시카리오: 암살자의 도시》– 앨런 로버트 머리 - 《스타워즈: 깨어난 포스》– 매슈 우드와 데이비드 어코드                                     | - 《매드 맥스: 분노의 도로》– 크리스 젱킨스, 그레그 러들로프, 벤 오스모 - 《스파이 브릿지》– 앤디 넬슨, 게리 리드스트롬, 드루 쿠닌 - 《마션》– 폴 매시, 마크 테일러, 맥 루스 - 《레버넌트: 죽음에서 돌아온 자》– 존 테일러, 프랭크 A. 몬타뇨, 랜디 톰, Chris Duesterdiek - 《스타워즈: 깨어난 포스》– 앤디 넬슨, 크리스토퍼 스카라보시오, 스튜어트 윌슨                                                                     |
| 미술상 | 촬영상 |
| - 《매드 맥스: 분노의 도로》– 콜린 깁슨, 리사 톰프슨 - 《스파이 브릿지》– 레나 디앤젤로, 버나드 헨리흐, 그리고 아담 스톡하우젠 - 《대니쉬 걸》– 마이클 스탠디시, 이브 스튜어트 - 《마션》– 실리아 보백, 아서 맥스 - 《레버넌트: 죽음에서 돌아온 자》– 잭 피스크, 해미시 퍼디                   | - ' 《레버넌트: 죽음에서 돌아온 자》– 에마누엘 루베스키 - 《캐롤》– 에드 래크먼 - 《헤이트풀 에이트》– 로버트 리처드슨 - 《매드 맥스: 분노의 도로》– 존 실 - 《시카리오: 암살자의 도시》– 로저 디킨스 |
| 분장상 | 의상상 |
| - 《매드 맥스: 분노의 도로》– 레슬리 밴더월트, Elka Wardega, 데이미언 마틴 - 《창문 넘어 도망친 100세 노인》– 러브 라슨 그리고 에바 본 바르 - 《레버넌트: 죽음에서 돌아온 자》– 시안 그리그, 덩컨 자먼, 로버트 팬디니                                                                          | - 《매드 맥스: 분노의 도로》– 제니 비번 - 《캐롤》– 샌디 파월 - 《신데렐라》– 샌디 파월 - 《대니쉬 걸》– 파코 델가도 - 《레버넌트: 죽음에서 돌아온 자》– 재클린 웨스트 |
| 편집상 | 시각효과상 |
| - 《매드 맥스: 분노의 도로》– 마거릿 식설 - 《빅쇼트》– 행크 코윈 - 《레버넌트: 죽음에서 돌아온 자》– 스테판 미리온 - 《스포트라이트》– 톰 매카들 - 《스타워즈: 깨어난 포스》– 메리앤 브랜던, 메리 조 마키                                                                                     | - 《엑스 마키나》– 마크 윌리엄스 아딩턴, 세라 베넷, 폴 노리스, 앤드루 화이트허스트 - 《매드 맥스: 분노의 도로》– 앤드루 잭슨, 댄 올리버, 앤디 윌리엄스, 톰 우드 - 《마션》– 앤더스 랭글랜즈, 크리스 로런스, 리처드 스태머스, 스티븐 워너 - 《레버넌트: 죽음에서 돌아온 자》– 리처드 맥브라이드, 매트 슘웨이, 제이슨 스미스, Cameron Waldbauer - 《스타워즈: 깨어난 포스》– 크리스 코볼드, 로저 구옛, 폴 키바나흐, 닐 스캔런 |

### 최다 후보 및 수상
| 후보 횟수 | 영화                             |
| --------- | -------------------------------- |
| 12        | 《레버넌트: 죽음에서 돌아온 자》 |
| 10        | 《매드 맥스: 분노의 도로》       |
| 7         | 《마션》                         |
| 6         | 《스파이 브릿지》                |
| 6         | 《캐롤》                         |
| 6         | 《스포트라이트》                 |
| 5         | 《빅쇼트》                       |
| 5         | 《스타 워즈: 깨어난 포스》       |
| 4         | 《대니쉬 걸》                    |
| 4         | 《룸》                           |
| 3         | 《브루클린》                     |
| 3         | 《헤이트풀 에이트》              |
| 3         | 《시카리오: 암살자의 도시》      |
| 2         | 《엑스 마키나》                  |
| 2         | 《인사이드 아웃》                |
| 2         | 《스티브 잡스》                  |

| 수상 횟수 | 영화                             |
| --------- | -------------------------------- |
| 6         | 《매드 맥스: 분노의 도로》       |
| 3         | 《레버넌트: 죽음에서 돌아온 자》 |
| 2         | 《스포트라이트》                 |

### 공로상

#### 아카데미 공로상
- 스파이크 리
- 제나 롤런즈

#### 진 허숄트 박애상
- 데비 레이놀즈

## 같이 보기
- 제73회 골든 글로브상